# Grand Prix Formule 1 van de Verenigde Staten 2005
De Grand Prix Formule 1 van de Verenigde Staten 2005 werd gehouden op 19 juni 2005 op Indianapolis Motor Speedway in Indianapolis. De race werd vooral bekend door het geringe aantal auto's dat aan de start kwam - slechts 6 van de 20 auto's, allen met Bridgestone-banden, startten de negende race van het seizoen, van de teams Ferrari, Jordan en Minardi. De reden hiervoor was de crash van Ralf Schumacher in de vrijdagtraining, waardoor alle teams met Michelin-banden uit veiligheidsredenen niet deelnamen aan de start. De coureurs van deze teams deden nog wel mee aan de paraderonde, maar gingen daarna de pitstraat in.

## Testrijders op vrijdag
| Team                | Rijder           |
| ------------------- | ---------------- |
| McLaren - Mercedes  | Pedro de la Rosa |
| Sauber - Petronas   | -                |
| Red Bull - Cosworth | Scott Speed      |
| Toyota              | Ricardo Zonta    |
| Jordan-Toyota       | Robert Doornbos  |
| Minardi - Cosworth  | -                |

## Uitslag
| Positie | Nummer | Rijder               | Team                | Ronden | Tijd/Opgave        | Startplaats | Punten |
| ------- | ------ | -------------------- | ------------------- | ------ | ------------------ | ----------- | ------ |
| 1       | 1      | Michael Schumacher   | Scuderia Ferrari    | 73     | 1:29:43.181        | 5           | 10     |
| 2       | 2      | Rubens Barrichello   | Scuderia Ferrari    | 73     | +1.500             | 7           | 8      |
| 3       | 18     | Tiago Monteiro       | Jordan-Toyota       | 72     | +1 Ronde           | 17          | 6      |
| 4       | 19     | Narain Karthikeyan   | Jordan-Toyota       | 72     | +1 Ronde           | 19          | 5      |
| 5       | 21     | Christijan Albers    | Minardi - Cosworth  | 71     | +2 Rondes          | 18          | 4      |
| 6       | 20     | Patrick Friesacher   | Minardi - Cosworth  | 71     | +2 Rondes          | 20          | 3      |
| DNS     | 16     | Jarno Trulli         | Toyota              | 0      | Veiligheidsredenen | 1           |        |
| DNS     | 9      | Kimi Räikkönen       | McLaren - Mercedes  | 0      | Veiligheidsredenen | 2           |        |
| DNS     | 3      | Jenson Button        | BAR-Honda           | 0      | Veiligheidsredenen | 3           |        |
| DNS     | 6      | Giancarlo Fisichella | Renault             | 0      | Veiligheidsredenen | 4           |        |
| DNS     | 5      | Fernando Alonso      | Renault             | 0      | Veiligheidsredenen | 6           |        |
| DNS     | 4      | Takuma Sato          | BAR-Honda           | 0      | Veiligheidsredenen | 8           |        |
| DNS     | 7      | Mark Webber          | Williams-BMW        | 0      | Veiligheidsredenen | 9           |        |
| DNS     | 12     | Felipe Massa         | Sauber - Petronas   | 0      | Veiligheidsredenen | 10          |        |
| DNS     | 10     | Juan Pablo Montoya   | McLaren - Mercedes  | 0      | Veiligheidsredenen | 11          |        |
| DNS     | 11     | Jacques Villeneuve   | Sauber - Petronas   | 0      | Veiligheidsredenen | 12          |        |
| DNS     | 17     | Ricardo Zonta        | Toyota              | 0      | Veiligheidsredenen | 13          |        |
| DNS     | 15     | Christian Klien      | Red Bull - Cosworth | 0      | Veiligheidsredenen | 14          |        |
| DNS     | 8      | Nick Heidfeld        | Williams-BMW        | 0      | Veiligheidsredenen | 15          |        |
| DNS     | 14     | David Coulthard      | Red Bull - Cosworth | 0      | Veiligheidsredenen | 16          |        |

## Wetenswaardigheden
- Laatste race: Ricardo Zonta. Hij verving de zwaar gecrashte Ralf Schumacher, maar verscheen zelf ook niet aan de start.
- Eerste punten: Tiago Monteiro (ook eerste podium), Narain Karthikeyan, Christijan Albers en Patrick Friesacher (laatste drie ook laatste punten).
- Laatste punten: Minardi.
- Dit was de enige overwinning van Michael Schumacher in 2005.

## Standen na de Grand Prix

### Coureurs
| Positie | Nummer | Rijder             | Team               | Punten |
| ------- | ------ | ------------------ | ------------------ | ------ |
| 1       | 5      | Fernando Alonso    | Renault            | 59     |
| 2       | 9      | Kimi Räikkönen     | McLaren - Mercedes | 37     |
| 3       | 1      | Michael Schumacher | Scuderia Ferrari   | 34     |
| 4       | 2      | Rubens Barrichello | Scuderia Ferrari   | 29     |
| 5       | 16     | Jarno Trulli       | Toyota             | 27     |

### Constructeurs
| Positie | Nummers | Team             | Rijders                               | Punten |
| ------- | ------- | ---------------- | ------------------------------------- | ------ |
| 1       | 5 6     | Renault          | Fernando Alonso Giancarlo Fisichella  | 76     |
| 2       | 9 10    | McLaren          | Kimi Räikkönen Juan Pablo Montoya     | 65     |
| 3       | 1 2     | Scuderia Ferrari | Michael Schumacher Rubens Barrichello | 63     |
| 4       | 7 8     | Williams         | Mark Webber Nick Heidfeld             | 47     |
| 5       | 16 17   | Toyota           | Jarno Trulli Ricardo Zonta            | 47     |

## Statistieken
| Snelste ronde | Michael Schumacher | Scuderia Ferrari | 1:11.497 |

## Noot
- Dit was de eerste podiumplaats voor Tiago Monteiro en voor een Portugese coureur.
- Dit was de vierde overwinning van de Grote Prijs van de Verenigde Staten voor Michael Schumacher (eerdere overwinningen in 2000, 2003 en 2004) en hiermee vestigde hij een nieuw record. Hij verbrak het oude record van Graham Hill, gevestigd tijdens de Grote Prijs van de Verenigde Staten van 1965.

Grand Prix Formule 1 van de Verenigde Staten: 1908 · 1910 · 1911 · 1912 · 1914 · 1915 · 1916 · 1959 · 1960 · 1961 · 1962 · 1963 · 1964 · 1965 · 1966 · 1967 · 1968 · 1969 · 1970 · 1971 · 1972 · 1973 · 1974 · 1975 · 1976 · 1977 · 1978 · 1979 · 1980 · 1989 · 1990 · 1991 · 2000 · 2001 · 2002 · 2003 · 2004 · 2005 · 2006 · 2007 · 2012 · 2013 · 2014 · 2015 · 2016 · 2017 · 2018 · 2019 · 2021 · 2022 · 2023 · 2024 · 2025 · 2026

Indianapolis 500: 1950 · 1951 · 1952 · 1953 · 1954 · 1955 · 1956 · 1957 · 1958 · 1959 · 1960

Grand Prix Formule 1 van de Verenigde Staten West: 1976 · 1977 · 1978 · 1979 · 1980 · 1981 · 1982 · 1983

Grand Prix Formule 1 van Las Vegas: 1981 · 1982 · 2023 · 2024 · 2025

Grand Prix Formule 1 van de Verenigde Staten Oost: 1982 · 1983 · 1984 · 1985 · 1986 · 1987 · 1988

Grand Prix Formule 1 van Dallas: 1984

Grand Prix Formule 1 van Miami: 2022 · 2023 · 2024 · 2025 · 2026 · 2027 · 2028 · 2029 · 2030 · 2031 · 2032 · 2033 · 2034 · 2035 · 2036 · 2037 · 2038 · 2039 · 2040 · 2041